# Jeńki (gromada)
Jeńki – dawna gromada (najmniejsza jednostka podziału terytorialnego Polskiej Rzeczypospolitej Ludowej w latach 1954–72) z siedzibą GRN w Jeńkach.
Gromady, z gromadzkimi radami narodowymi (GRN) jako organami władzy najniższego stopnia na wsi, funkcjonowały od reformy reorganizującej administrację wiejską przeprowadzonej jesienią 1954 do momentu ich zniesienia z dniem 1 stycznia 1973, tym samym wypierając organizację gminną w latach 1954–1972.
Gromadę Jeńki z siedzibą GRN w Jeńkach utworzono 31 grudnia 1959 w powiecie łapskim w woj. białostockim z obszaru zniesionych gromad Kowalewszczyzna i Łupianka Stara.
Gromada przetrwała do końca 1972 roku, czyli do kolejnej reformy gminnej.